# جروکان
جروکان، نام محلی است در ۶ کیلومتری غرب شهر اصفهان و ۴ کیلومتری جنوب‌شرقی خمینی شهر و مجاور با کوه و بنای تاریخی آتشگاه، قدمت این محله به دوره ساسانیان بازمی گردد.
در دوران زرتشت به دلیل وجود آتشکده روی کوه آتشگاه ، به آن جلوگان میگفتند که در مرور زمان به جروکان تغیر یافت.
به دلیل اینکه تیمور گورکان( گورکان یعنی داماد) در این منطقه پایتختش بوده است ، نام دیگر این محل را گورکان گذاشته اند.
این محل درزبان محاوره ای مردم با نام گورکان،  شناخته می‌شود.
جروکان تا سال ۱۳۶۲ در محدوده ی جغرافیایی خمینی شهر قرار داشت و دراین سال مانند محلات نصر آباد و کارلادان و ازادان و لادان از خمینی شهر جدا و به شهر اصفهان‌ ملحق شد.